# Józef Mazur (fizyk)
Józef Mazur (ur. 29 listopada 1896 w Czeladzi, zm. 20 lutego 1977 we Wrocławiu) – polski fizyk, specjalista fizyki niskich temperatur, w czasie II wojny światowej współtwórca FIDO – systemu intensywnego rozpraszania mgły, kapitan meteorolog Polskich Sił Powietrznych w Wielkiej Brytanii.

## Życiorys
Urodził się w rodzinie Idziego, maszynisty w kopalni Saturn i Franciszki z Marczyków. Miał sześcioro rodzeństwa. Po ukończeniu szkoły powszechnej przy kopalni i uzyskaniu w 1915 matury w Szkole Handlowej w Będzinie (gimnazjum realne) rozpoczął studia na Wydziale Matematyczno-Przyrodniczym Uniwersytetu Warszawskiego.
W początkach 1918 wstąpił do Polskiej Organizacji Wojskowej i od lutego do maja ukończył tajną szkołę podoficerską POW. W listopadzie 1918 wstąpił ochotniczo do Wojska Polskiego, wcielony jako szeregowy do 11 pułku piechoty. Od 20 kwietnia 1919 instruktor, następnie dowódca kompanii. 28 lipca 1919 skierowany do szkoły podoficerskiej w Dęblinie, 1 września 1919 skierowany do Szkoły Podchorążych Piechoty. 6 marca 1920 w stopniu sierżanta podchorążego skierowany do 76 Lidzkiego Pułku Strzelców jako zastępca dowódcy kompanii. Od 21 kwietnia do 20 lipca 1920 na urlopie akademickim, zaś po powrocie do wojska skierowany do Głównej Wojskowej Stacji Meteorologicznej. Tam w stopniu podporucznika był najpierw zastępcą komendanta, a następnie komendantem stacji. 24 marca 1921 zdemobilizowany. 8 stycznia 1924 został zatwierdzony w stopniu podporucznika ze starszeństwem z 1 sierpnia 1920 i 1. lokatą w korpusie oficerów rezerwowych lotnictwa. 29 stycznia 1932 został mianowany porucznikiem ze starszerństwem z 2 stycznia 1932 i 3. lokatą w korpusie oficerów rezerwowych aeronautycznych. Posiadał przydział w rezerwie do 1 pułku lotniczego w Warszawie.
Po dokończeniu studiów rozpoczął pracę w Zakładzie Fizycznym Politechniki Warszawskiej. W 1926 uzyskał doktorat z fizyki i matematyki, a w 1931 habilitację z fizyki doświadczalnej. W latach 1931–1934 uzyskał stypendium Funduszu Kultury Narodowej i Fundacji Rockefellerów, które umożliwiło mu pracę badawczą w Instytucie Kriogenicznym na Uniwersytecie w Lejdzie. Współpracował wówczas z wieloma światowej klasy fizykami – m.in. prof. Wilemem Hendrikiem Keesomem i prof. Mieczysławem Wolfke. Badania dotyczyły fizyki niskich temperatur, zaś wyniki opublikowano w dziewięciu artykułach w prestiżowym piśmie naukowym Nature. Po powrocie do Polski Mazur prowadził swe badania na Politechnice Warszawskiej – wszystkie dotyczyły niskich temperatur. Od 1937 pracownik naukowy w Instytucie Niskich Temperatur, powstałym z inicjatywy Prezydenta RP Ignacego Mościckiego przy Zakładzie Fizycznym Politechniki Warszawskiej.
W sierpniu 1939 został zmobilizowany jako oficer techniczny lotnictwa. Po agresji III Rzeszy na Polskę w 1939, 6 września 1939 przydzielony do Kierownictwa Wojskowej Służby Meteorologicznej jako kierownik naukowy centrali. Wraz z jej personelem ewakuował się na południowy wschód, a po agresji ZSRR na Polskę 18 września o godz. 18.00 przekroczył granicę polsko-rumuńską w Kutach.
W Rumunii internowany w obozie w Rosiorii de Vede. 9 grudnia 1939 na rozkaz gen. Stanisława Ujejskiego uciekł z obozu i przez Bukareszt, Belgrad i Ateny dotarł 27 stycznia 1940 do Francji. Znając doskonale francuski skierowany został do pracy w Base Aerienne du Fort de St. Cyr i Laboratoire de Trappes pod Paryżem. Po upadku Francji ewakuował się do Wielkiej Brytanii. Został skierowany do Blackpool, gdzie opracowywał polsko-angielski i angielsko-polski słowniczek terminów meteorologicznych. Następnie przydzielony do Air Ministry Meteorological Research Committee (Komitet Badań Meteorologicznych przy Ministerstwie Lotnictwa). Początkowo prowadził tam badania nad sposobami zwalczania oblodzenia samolotów, potem trafił do grupy naukowców pracujących nad sposobami zwalczania mgły nad lotniskami. Odegrał kluczową rolę przy stworzeniu tzw. FIDO.
W czasie pracy pod patronatem Air Ministry Meteorological Research Committee wydał trzy prace naukowe dotyczące właściwości kropli rozpylanych płynów oraz chmur. W 1942 wspólnie z prof. Stanisławem Płużańskim założył w Londynie Polish University College (Politechnikę Polską), na której potem wykładał.
Po zakończeniu wojny pozostał na uchodźstwie. Został wybrany na członka londyńskiego Institute of Physics. W latach 1945–1950 pracował w Metalurg Department Royal School of Mines i Imperial College of Science and Technology, w latach 1951–1955 na University of Manchester, od 1956 do 1959 r. w Department of Applied Mathematics Queens University w Belfaście. Zajmował się tam badaniem: właściwości metali w niskich temperaturach, właściwości górnych warstw atmosfery oraz właściwości włókien sztucznych. Efektem jego badań było sześć publikacji w Nature i jedna wydana przez Stowarzyszenie Techników Polskich na Obczyźnie. Członek założyciel Polskiego Towarzystwa Naukowego na Obczyźnie.
W 1959 powrócił do Polski, rozpoczynając pracę jako kierownik Zakładu Niskich Temperatur Instytutu Fizyki Polskiej Akademii Nauk we Wrocławiu. Od 1960 profesor Uniwersytetu Wrocławskiego. W 1960 naukowcy pod jego kierownictwem po raz pierwszy w Polsce skroplili hel. Zakład prowadzony przez profesora był również pierwszym ośrodkiem w Polsce, w którym prowadzono badania nad nadprzewodnictwem. Józef Mazur był promotorem czterech, a recenzentem dwudziestu prac doktorskich. W 1969 przeszedł na emeryturę.
Członek Polskiego Towarzystwa Fizycznego, Wrocławskiego Towarzystwa Naukowego, Honorowy Prezes Towarzystwa Miłośników Zagłębia Dąbrowskiego. Znał biegle pięć języków.
Pochowany w rodzinnym grobie Mazurów na cmentarzu parafialnym przy ul. Nowopogońskiej w Czeladzi.

## Ordery i odznaczenia
- Złoty Krzyż Zasługi (11 listopada 1936)[6]
- Medal Niepodległości
- Air Force Medal (Wielka Brytania)
- Defence Medal (Wielka Brytania)
- War Medal 1939–1945 (Wielka Brytania)
- Croix des Combattans Volontaires (Francja)

## Upamiętnienie
W 1996 w setną rocznicę urodzin profesora, biskup Adam Śmigielski poświęcił w kościele św. Stanisława w Czeladzi poświęconą mu tablicę.
Od 1996 pośmiertnie Honorowy Obywatel Miasta Czeladzi.

## FIDO
FIDO (Fog Intensive Dispersal Operation) – operacja intensywnego rozpraszania mgły zbudowane zostało z długich perforowanych rur, leżących po obu stronach pasa startowego. W rury pompowano pod dużym ciśnieniem paliwo, które u wylotu było zapalane i płomienie wystrzeliwały na wysokość ok. 6–9 metrów w górę. Pozwalało to na szybkie usuwanie mgły z okolic lotniska, w sposób wyraźny polepszało widoczność i w konsekwencji ratowało samoloty przed rozbiciem. Ubocznym, marginalnym utrudnieniem dla pilotów było unoszące się nad pasem startowym rozgrzane powietrze, którego zawirowania utrudniały sterowanie lądującym samolotem. Mankamentem FIDO były koszty – godzina używania systemu wymagała spalenia ok. 250 000 galonów (1 136 500 litrów) paliwa o ówczesnej wartości ok. 42 500 funtów.
Pierwszy raz FIDO zostało użyte operacyjnie nocą z 19 na 20 listopada 1943. Wysłane przez Bomber Command do bombardowania Leverkusen ponad trzysta samolotów, nad Anglią zostały zaskoczone przez mgłę. Trzy samoloty rozbiły się, lecz cztery inne wylądowały awaryjnie na stacji RAF Graveley, gdzie mgłę rozpędzono za pomocą FIDO. Potem urządzenie to zamontowano na 14 innych lotniskach (spośród których trzy największe posiadały podwójną instalację). Do końca II wojny światowej ponad 2500 samolotów wylądowało przy użyciu FIDO. Trudno oszacować, ilu lotników RAF zostało ocalonych dzięki wynalazkowi polskiego fizyka. Winston Churchill miał powiedzieć w parlamencie brytyjskim, że dzięki pracom naukowym prof. Mazura nad badaniem mgieł i sposobów ich rozpraszania wojna w Europie trwała krócej o co najmniej dwa lata. Ta sama opinia znalazła się w komunikacie Ministerstwa Lotnictwa Wielkiej Brytanii, z uwagą, że system opracowany przez profesora uratował życie ok. 12 000 załóg lotniczych.